# Cipenjo
Cipenjo is een bestuurslaag in het regentschap Bogor van de provincie West-Java, Indonesië. Cipenjo telt 13.556 inwoners (volkstelling 2010).